# 丘魯哈區
6°01′S 77°55′W / 6.017°S 77.917°W
丘魯哈區（西班牙語：Distrito de Churuja），是秘魯的一個區，位於該國北部亞馬遜大區的邦加拉省，始建於1944年12月30日，面積33.3平方公里，海拔高度1,372米，2005年人口242，人口密度每平方公里7.3人。